# عنخنس نفر إب رع
عنخنس نفر إب رع كانت أميرة فرعونية وكاهنة مصرية قديمة خلال الأسرة السادسة والعشرين هي ابنة الفرعون بسماتيك الثاني من زوجته تاخويت. شغلت منصب المتعبدة الإلهية لآمون وبعد ذلك زوجة آمون بين 595 و 525 قبل الميلاد في عهد الملوك بسامتيك الثاني ، أبريس ، أحمس الثاني وبسماتيك الثالث ، حتى الغزو الأخميني لمصر. 

## سيرة شخصية
في عام 595 قبل الميلاد ، تم إرسال عنخنس نفر إب رع إلى طيبة ليتم تبنيها من قبل زوجة آمون نيتوكريس الأولي ، هذا الحدث سجل كلوحة من سجلات الكرنك.  شغلت منصب المتعبدة الإلهية لآمون حتى وفاة نيتوكريس في السنة الرابعة من حكم الفرعون أبريس (586 قبل الميلاد) ، وبعد ذلك أصبحت زوجة آمون الجديدة. حكمت في طيبة لعدة عقود حتى 525 قبل الميلاد، عندما هزم الإمبراطور الفارسي قمبيز الثاني بسماتيك الثالث وغزا مصر، وضع حدًا للأسرة السادسة والعشرين وألغي منصبي زوجة آمون والمتعبدة الإلهية لآمون. وبذلك أصبحت عنخنس نفر إب رع أخر من يشغل منصب زوجة آمون ، وأصبحت نيتوكريس الثانية أخر من يشغل منصب المتعبدة الإلهية لآمون. كحالالعديد من أسلافها ، يقع قبر عنخنس نفر إب رع داخل معبد مدينة هابو
يوجد تمثال يصورها معروض الآن في متحف النوبة في مدينة أسوان، ولها تابوت من البازلت الأسود الذي أعيد استخدامه لاحقًا في دير المدينة خلال الفترة البطلمية من قبل رجل يدعى بيمنتو، والذي يتواجد اليوم في المتحف البريطاني . 
| قبلها: نيتوكريس الأولي | زوجة آمون              | بعدها: تم الغاء المنصب |
| قبلها: نيتوكريس الأولي | المتعبدة الإلهية لآمون | نيتوكريس الثانية       |

## روابط خارجية
- لوحة عنخنس نفر إب رع - الترجمة الإنجليزية